# Gosso (Tamou)
Gosso ist ein Dorf in der Landgemeinde Tamou in Niger.

## Geographie
Das von einem traditionellen Ortsvorsteher (chef traditionnel) geleitete Dorf liegt am rechten Ufer des Flusses Niger. Es befindet sich rund 39 Kilometer südöstlich des Hauptorts Tamou der gleichnamigen Landgemeinde, die zum Departement Say in der Region Tillabéri gehört. Zu den Siedlungen in der näheren Umgebung von Gosso zählen am selben Flussufer Ouro Bawa im Nordwesten sowie am gegenüberliegenden Flussufer Djibo Koira im Nordwesten und Tondi Samo im Südosten.
Es herrscht das Klima der Sudanzone vor, mit einer durchschnittlichen jährlichen Niederschlagsmenge zwischen 600 und 700 mm.

## Geschichte
Das Dorf wurde 1986 gegründet. Der Ortsname kommt aus der Sprache Zarma und bezeichnet eine auf den Uferböschungen und Inseln wachsende Pflanze, die üblicherweise als Sesbania pachycarpa identifiziert wird.

## Bevölkerung
Bei der Volkszählung 2012 hatte Gosso 618 Einwohner, die in 88 Haushalten lebten. Bei der Volkszählung 2001 betrug die Einwohnerzahl 242 in 25 Haushalten.
Die Haupt-Ethnie im Dorf sind Zarma.

## Wirtschaft und Infrastruktur
Es gibt eine Schule im Dorf.